# Robert Ben Rhoades
Robert Benjamin Rhoades, född 22 november 1945, är en amerikansk seriemördare och våldtäktsman, aktiv mellan 1989 och 1990. Rhoades antas ha torterat, våldtagit och mördat fler än 50 kvinnor, men endast 3 har bekräftats. Rhoades avtjänar ett livstidsstraff på Menard Correctional Center i Chester i Illinois.

## Biografi
Rhoades uppfostrades av sin mor Betty; fadern Ben, som var militär, återvände senare från utlandet. Efter att ha gått ut high school anslöt sig Rhoades till USA:s marinkår. År 1964 greps Rhoades far för att ha antastat en 12-årig flicka och begick kort därefter självmord. Några år senare greps Rhoades för rån och avskedades då från marinkåren. I tämligen snabb följd 1967–1972 hade Rhoades tre äktenskap. Mot sin tredje hustru uppvisade han ett sadistiskt beteende och våldtog henne. Detta blev droppen för henne och äktenskapet var över.

### Morden
Efter skilsmässan blev Rhoades lastbilschaufför. Lastbilens sovhytt byggde han om till en tortyrkammare. Hans första bekräftade offer var Patricia Candace Walsh och hennes make Douglas Zyskowski. I januari 1990 liftade paret och erbjöds skjuts av Rhoades. Han sköt omedelbart ihjäl Zyskowski och låste in Walsh i sin lastbil. Under en veckas tid torterade och våldtog han henne för att till slut skjuta henne i huvudet och dumpa den döda kroppen i Millard County i Utah.
Efter ungefär en månad tog han med sig två ungdomar som var på rymmen, 14-åriga Regina Kay Walters och hennes pojkvän Ricky Lee Jones. Man antar, att Rhoades dödade Jones direkt och höll Walters fången under lång tid. Rhoades ska bland annat ha piskat och våldtagit henne upprepade gånger. Rhoades klippte hennes hår och tvingade henne att bära en svart klänning och svarta högklackade skor, som för Rhoades utgjorde sexuella fetischer. Innan han dödade Walters, fotograferade han henne. I september 1990 påträffades Walters förruttnade kvarlevor i en övergiven lada vid Interstate 70.
I mars 1990 stannade Rhoades vid ett rastställe i Arizona, där han erbjöd den mentalt sjuka 27-åriga Katie Ford skjuts. Väl inne i långtradaren satte han på henne handbojor och kedjade fast henne vid väggen. Han torterade henne med klämmor på bröstvårtorna och blygdläpparna och piskade hennes bröst och ben. Tidigt på morgonen den 1 april hade Rhoades parkerat sin långtradare vid Casa Grande i Arizona. Polismannen Mike Miller noterade, att fordonets varningsblinkers lyste. När han undersökte fordonet närmare, påträffade han den hysteriska fjättrade Katie Ford och beordrade Rhoades att komma ut. Han greps och åtalades för grov misshandel, sexuellt övergrepp samt olaga frihetsberövande. Polisen genomsökte senare Rhoades bostad och fann där fotografier av bland annat Regina Kay Walters samt en rad olika tortyrredskap.
År 1992 erkände sig Rhoades skyldig till mordet på 14-åriga Regina Kay Walters och dömdes till livstids fängelse utan möjlighet till frigivning.